# Asmara Brewery
Пивоваренный завод «Асмэра» (англ. Asmara Brewery) (бывший Пивоваренный завод Мелотти — Melotti Brewery) был первым пивоваренным заводом в Эритрее. Завод был основан в 1939 году итальянцем Луиджи Мелотти (Luigi Melotti) вместе с предприятием по производству стеклянных бутылок. Компания была национализирована Дергом в период войны за независимость Эритреи, когда Эритрея входила в состав Эфиопии, и впоследствии была унаследована правительством Эритреи.
Компания была переименована в «Асмэра» (по названию города) и ныне принадлежит инвесторам и государству. До 40 % продукции завода идёт на экспорт, а остальная часть потребляется внутри страны.